# Università Beihang
L'Università Beihang, precedentemente nota come Università di aeronautica e di astronautica (cinese semplificato: 北京航空航天大学; cinese tradizionale: 北京航空航天大學), è una università di Pechino specializzata in ingegneria e scienze con un'enfasi sull'aeronautica e l'ingegneria aerospaziale.
Fondata nel 1952, offre anche corsi di scienze naturali, diritto, economia, management, filosofia.